# José Antonio Caro Díaz
José Antonio Caro Díaz (La Palma del Condado, 3 de mayo de 1994) es un futbolista español que juega de portero en la Unión Deportiva Las Palmas de la Segunda División de España.

## Trayectoria
Portero titular en la consecución de la última Copa de Campeones del División de Honor en 2013, ese año debutó con el Sevilla Atlético en el encuentro ante El Palo (1-0) dejando su portería a cero. Se afianzó en el Sevilla Atlético por la presencia de Sergio Rico en las del primer equipo, así como la firma de su primer contrato profesional en 2014. Más tarde se afianzó en el filial sevillista. En la temporada 2015-16 consiguió el ascenso a la Segunda División, siendo clave en la tanda de penaltis contra el Lleida, parando uno y convirtiendo el último penalti.
En verano de 2018 firmó por el Real Valladolid C. F. un contrato de 3 temporadas y fue cedido durante la primera de ellas al Albacete Balompié. En la temporada 2019-20 jugó cedido en las filas de la S. D. Ponferradina hasta que el Real Valladolid decidió recuperarlo para cubrir la marcha de Andriy Lunin al Real Oviedo. En agosto de 2020 regresó otra vez cedido a la S. D. Ponferradina.
El 22 de agosto de 2021 se anunció su renovación hasta 2023 con el conjunto pucelano y también su cesión al Burgos C. F., recién ascendido a la categoría de plata del fútbol español. El 10 de julio de 2022 el Real Valladolid C. F. anunció que no continuaría en la plantilla. Entonces optó por volver al Burgos C. F. y firmar un contrato hasta 2024. Empezó el curso como titular y no encajó goles en los primeros nueve partidos, lo que le permitió superar a Claudio Bravo como el portero con más minutos imbatido desde el inicio de una temporada en el fútbol profesional de España. Dejó el récord en 928 minutos, finalizando este en el minuto 28 del partido correspondiente a la undécima jornada tras ser expulsado. Después de cumplir sanción siguió dejando la portería a cero y, el 5 de noviembre, alcanzó los 1275 minutos de imbatibilidad de Abel Resino en 1991. Ese mismo día encajó un gol de penalti, por lo que dejó la nueva marca en 1294 minutos.
En julio de 2024 fichó por el Cádiz C. F. para las siguientes dos temporadas. En la primera disputó siete partidos y el 6 de agosto de 2025 el club decidió rescindirle el contrato. Cinco días después se anunció su incorporación a la U. D. Las Palmas por un año.

## Clubes
| Club                        | País          | Año           | Partidos | Goles |
| --------------------------- | ------------- | ------------- | -------- | ----- |
| Sevilla Atlético            | España        | 2014-2018     | 88       | 0     |
| Real Valladolid C. F.       | España        | 2018-2022     | 4        | 0     |
| Albacete Balompié (cedido)  | España        | 2018-2019     | 3        | 0     |
| S. D. Ponferradina (cedido) | España        | 2019-2020     | 11       | 0     |
| S. D. Ponferradina (cedido) | España        | 2020-2021     | 39       | 0     |
| Burgos C. F. (cedido)       | España        | 2021-2022     | 15       | 0     |
| Burgos C. F.                | España        | 2022-2024     | 82       | 0     |
| Cádiz C. F.                 | España        | 2024-2025     | 7        | 0     |
| U. D. Las Palmas            | España        | 2025-         |          |       |
| Total carrera               | Total carrera | Total carrera | 249      | 0     |

## Palmarés

### Distinciones individuales
| Distinción                                                           | Año  |
| -------------------------------------------------------------------- | ---- |
| Mejor jugador del mes de septiembre de la Segunda División de España | 2022 |